# Santo Krishnan
Santo Krishnan, también conocido como Krishnan Nair (c. 1917 - Lakkidi, Palakkad, 6 de julio de 2013) fue un atleta y actor indio. Actuó como doble en más de 1000 películas.

## Carrera y vida personal
Activo en el levantamiento de pesas y lucha libre, Krishnan apareció por primera vez en la película Mahaveera Bhiman en idioma tamil en 1935. También conocido como Krishnan Nair, estuvo casado con Kochukutty Amma, quien murió en 2012. No tuvieron hijos.

## Muerte
Krishnan murió el 6 de julio de 2013 en Lakkidi, India. La causa fue un ataque de la enfermedad que había contraído durante las semanas previas a su muerte.